# Byron Dorgan
Byron Dorgan (Dickinson, 1942. május 14. –) az Amerikai Egyesült Államok szenátora (Észak-Dakota, 1992–2011).